# Arquidiócesis de Pésaro
La arquidiócesis de Pésaro (en latín: Archidioecesis Pisaurensis y en italiano: Arcidiocesi di Pesaro) es una circunscripción eclesiástica de la Iglesia católica en Italia. Se trata de una arquidiócesis latina, sede metropolitana de la provincia eclesiástica de Pésaro. Desde el 12 de marzo de 2022 su arzobispo es Sandro Salvucci.

## Territorio y organización

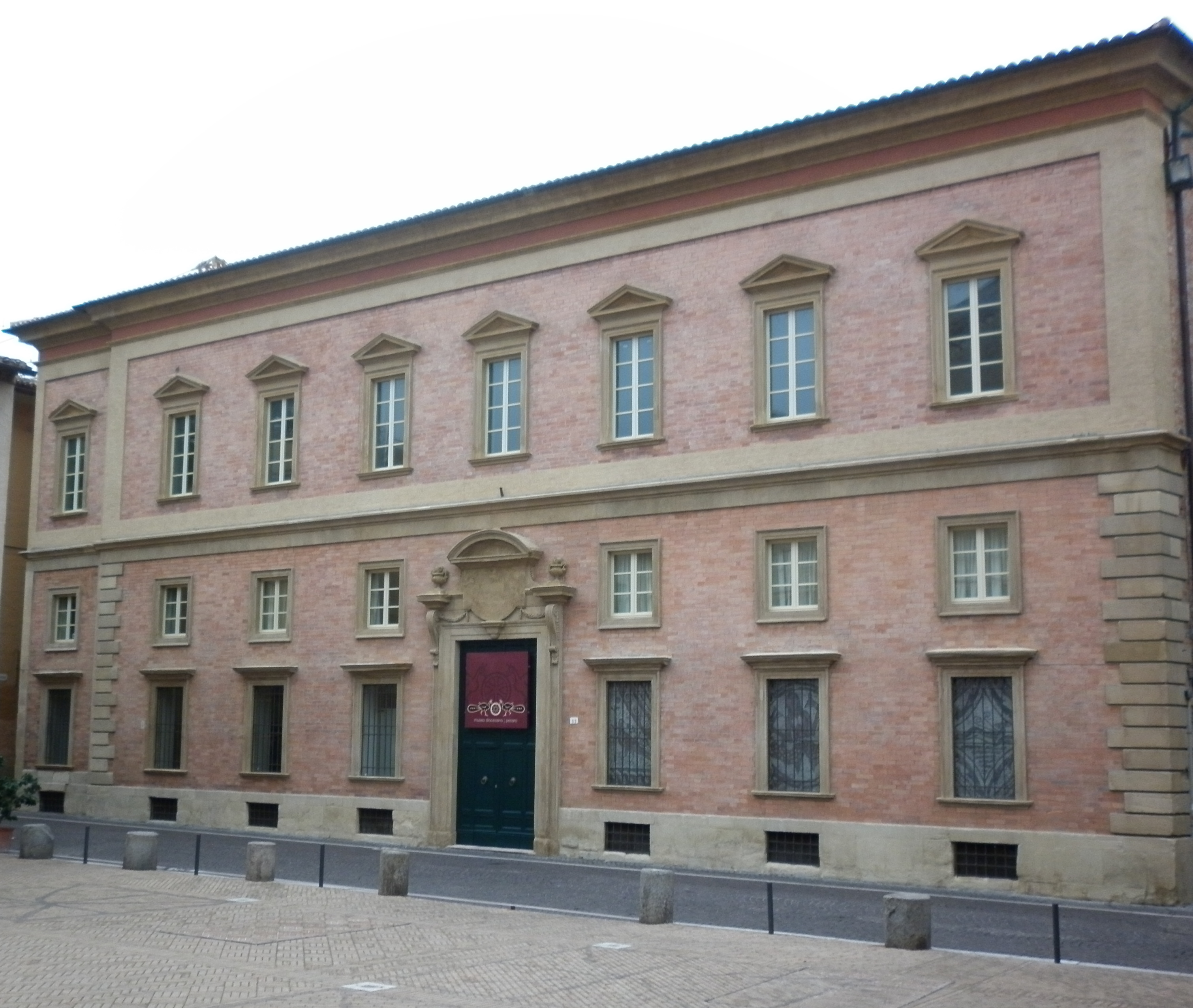
Palacio Lazzarini, sede de la curia arzobispal de Pésaro; el palacio alberga también el archivo, la biblioteca y el museo diocesano

La arquidiócesis tiene 287 km² y extiende su jurisdicción sobre los fieles católicos de rito latino residentes en parte de la región de Marcas, comprendiendo en la provincia de Pésaro y Urbino las comunas de: Gabicce Mare, Gradara, Mombaroccio (excluida la fracción de Montegiano, perteneciente a la diócesis de Fano-Fossombrone-Cagli-Pergola), Montelabbate (excluida la fracción de Ripe, perteneciente a la arquidiócesis de Urbino-Urbania-Sant'Angelo in Vado), Pésaro, la parte de Sant'Angelo in Lizzola en la comuna de Vallefoglia (creada en 2014 por fusión de las comunas de Colbordolo y Sant'Angelo in Lizzola) y Tavullia.

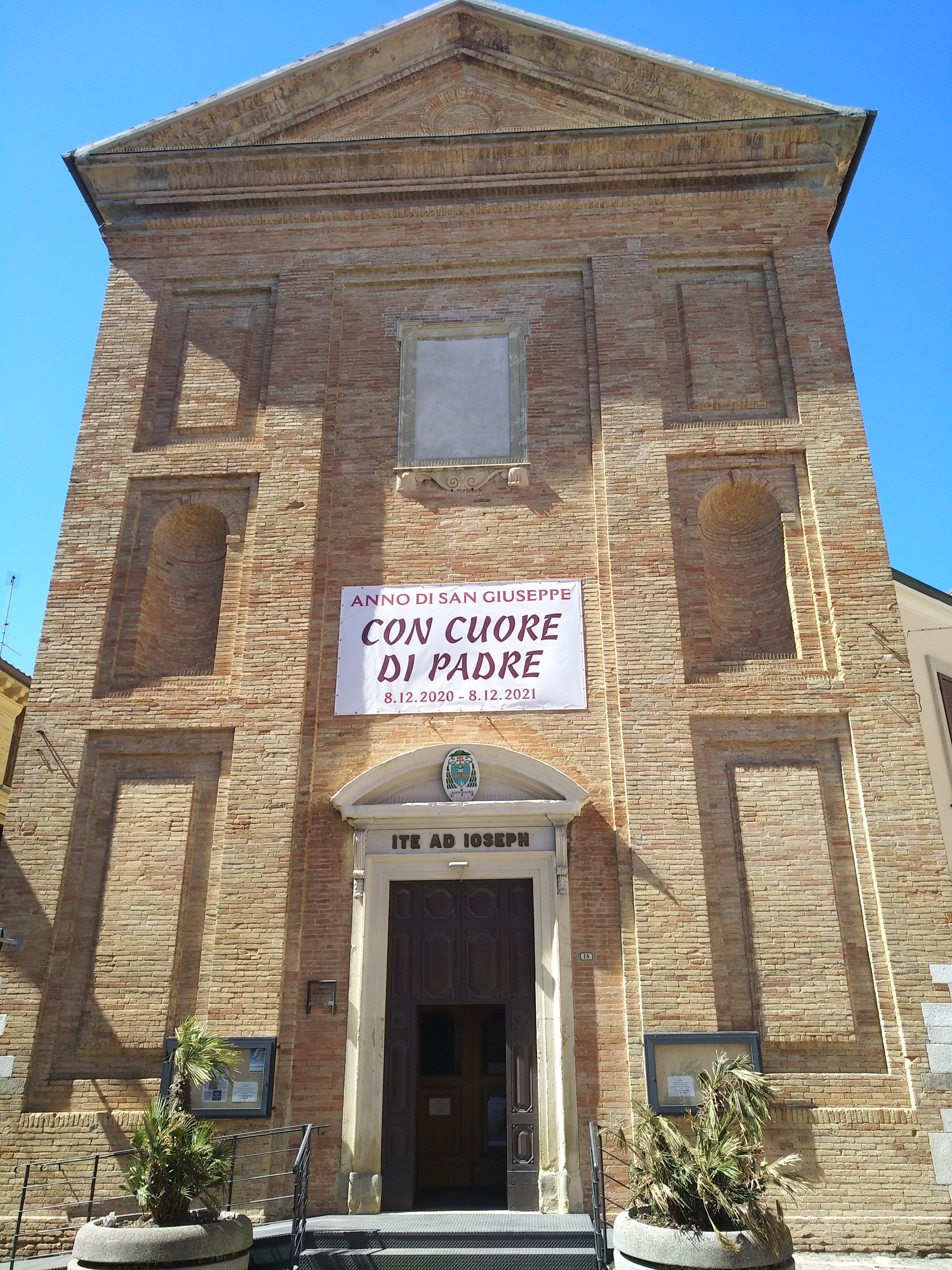
Iglesia de San José, en Pésaro

La sede de la arquidiócesis se encuentra en la ciudad de Pésaro, en donde se halla la Catedral de Santa María Asunta y la basílica de los Santos Decencio y Germán.
La arquidiócesis tiene como sufragáneas a la arquidiócesis de Urbino-Urbania-Sant'Angelo in Vado y a la diócesis de Fano-Fossombrone-Cagli-Pergola.
En 2021 en la arquidiócesis existían 54 parroquias agrupadas en 6 vicarías foráneas:
- vicaría de San Terenzio, comprende 8 parroquias en la comuna de Pésaro: Santa María Asunta (catedral), Santi Giacomo e Lucia, San Giuseppe, Sant'Agostino, Santi Cassiano e Eracliano, Santa Maria del Porto, Cristo Re e Sacro Cuore di Soria;
- vicaría de Santa Maria di Loreto, comprende 7 parroquias en la comuna de Pésaro: Santa Maria di Loreto, Cristo Risorto, Santa Veneranda, San Luigi Gonzaga, Santa Croce, San Carlo Borromeo, San Francesco d'Assisi;
- vicaría de San Martino, comprende 9 parroquias en la comuna de Pésaro: San Martino vescovo, San Pietro in Calibano, San Fabiano martire in Villa Ceccolini, San Paolo apostolo, Santa Maria delle Febbrecce, Santi Terenzio e Marina in Cattabrighe, San Matteo apostolo in Roncaglia, San Lorenzo martire in Case Bruciate, San Giovanni Battista in Babbucce;
- vicaría de San Michele Arcangelo, comprende 10 parroquias en las comunas de Mombaroccio (Santi Vito e Modesto, Santa Susanna in Villagrande), Pésaro (San Pietro in Rosis in Ginestreto, Santa Maria dell'Arzilla, Santo Stefano in Candelara, San Michele arcangelo in Novilara, San Giuliano martire in Trebbiantico, San Sebastiano in Monteciccardo, San Michele Arcangelo in Montegaudio) y Vallefoglia (San Michele Arcangelo en Sant'Angelo in Lizzola)
- vicaría de Santa Maria Assunta, comprende 9 parroquias en las comunas de Montelabbate (Santi Quirico e Giulitta, San Tommaso in Folia in Apsella, San Giovanni Bosco in Osteria Nuova), Pésaro (Santa Maria Regina in Borgo Santa Maria, San Paterniano in Pozzo Alto), Tavullia (San Lorenzo martire, San Donato in Belvedere Fogliense, Corpus Domini in Padiglione) y Vallefoglia (Santa Maria Assunta in Montecchio);
- vicaría de Sant'Ermete, comprende 11 parroquias en las comunas de Gabicce Mare (Maria Santissima Immacolata, Sant'Ermete martire in Gabicce Monte, Santa Maria Annunziata in Ponte Tavollo, Santissima Trinità in Case Badioli), Gradara (San Giovanni Battista, Santo Stefano, Santa Sofia, San Michele arcangelo in Fanano, San Cassiano in Granarola) y Pésaro (Santa Maria in Colombarone, Sant'Andrea apostolo in Fiorenzuola di Focara).

## Historia
Según la tradición, ya en el siglo I existía una comunidad cristiana en Pésaro y la ciudad fue erigida como obispado por el papa Evaristo alrededor del año 120; según la devoción popular, el primer obispo de Pésaro fue san Terencio, soldado originario de Panonia, que sufrió el martirio en la región y es el santo patrón de la ciudad y de la diócesis. Probablemente este santo deba identificarse con el mártir Terenciano venerado en Todi, al que se habría adaptado la passio de san Terencio de Luni.
Las tradicionales cronologías de Pésaro añaden, después de Terencio, otros tres santos obispos. De san Fiorenzo no se sabe nada, salvo la mención de este obispo en la passio de san Terencio, escrita en el siglo XIII, como su sucesor. San Decencio es conocido, junto con san Germano, por una passio medieval que, sin embargo, no tiene valor histórico; según Lanzoni podría tratarse de un obispo de Pésaro de edad incierta, enterrado en la iglesia suburbana que lleva su nombre y que probablemente fue la primitiva catedral diocesana. Finalmente, las cronologías de Pésaro, después de Fiorenzo y Decencio, mencionan a san Eracliano, que se identifica con el obispo italiano Eraclio (Ήράκλειος), de sede desconocida, quien, según el testimonio de Atanasio de Alejandría, firmó las decisiones de la Concilio de Sárdica (343-344) a pesar de no haber participado en él. Los santos obispos Terencio, Decencio y Eracliano están representados en un fresco en la cripta de la basílica de los santos Decencio y Germano que data del siglo VII.
El primer obispo históricamente documentado es Germano, que participó en el concilio romano convocado por el papa Símaco el 1 de marzo de 499; el mismo obispo, pero sin indicar la sede de pertenencia, todavía se menciona en agosto de 501 y en una carta del papa Gelasio I (492-496). Germano es entonces identificado con el obispo del mismo nombre, cuya sede de pertenencia nunca se indica, que fue enviado por el papa Anastasio II (después del 24 de noviembre de 496) a Constantinopla como legado papal en la delicada cuestión del Cisma acaciano. El siguiente obispo de Pésaro es Felice, documentado en la época del papa Pelagio II (578-590) y mencionado en algunas cartas de Gregorio Magno entre febrero de 595 y julio de 596.
Los posteriores obispos de Pésaro del primer milenio son conocidos por su participación en los sínodos y concilios celebrados por los pontífices. Entre estos podemos mencionar a Massimo y Beato, quienes estuvieron entre los obispos que participaron en el Concilio de Letrán de 649 y el concilio romano de 680 en el que se condenó la herejía monotelita; Stabile, que participó en el concilio de 769 durante el cual fue depuesto el antipapa Constantino II; y de nuevo Domenico en 826, Ragubele (o Raguele) que estuvo presente en los sínodos de 853 y 861 y cuya lápida se conserva, Domenico en 869 y Adalberto en 998-999.
Aunque según el historiador Pietro Maria Amiani, la diócesis de Pésaro, a petición de Carlomagno, fue nombrada sufragánea de la metrópolis de Ravena en el año 787, en realidad no existe documentación al respecto, y la diócesis de Pésaro siempre parece estar inmediatamente sujeta a la Santa Sede hasta el siglo XVI.
En 848 una incursión sarracena destruyó la catedral extraurbana, que Lanzoni identifica con la iglesia de San Decencio, que fue reconstruida unos años más tarde por el obispo Raguele dentro de las murallas de la ciudad.
La presencia benedictina en la zona de Pésaro está documentada desde la segunda mitad del siglo VI en el monasterio adyacente a la basílica de San Decencio. A finales del siglo X se fundaron dos de las abadías benedictinas más famosas de la región: la de San Tommaso en Foglia, donde murió el papa Clemente II el 10 de septiembre de 1047; y la de Santa Croce de Monte Favale.
El 4 de junio de 1563 el papa Pío IV elevó Urbino a sede metropolitana y la diócesis de Pésaro pasó a formar parte de su provincia eclesiástica.
En 1575 se decidió la institución del seminario diocesano, en cumplimiento de los decretos del Concilio de Trento, cuyo edificio fue construido a partir de 1596.
Tras la reorganización de los distritos eclesiásticos de Marcas, mediante la bula Quo maiori del 11 de marzo de 2000 del papa Juan Pablo II, Urbino perdió su dignidad metropolitana en favor de Pésaro, elevada al rango de arquidiócesis metropolitana con sus actuales sufragáneas.
Desde el 7 de enero de 2023 está unida in persona episcopi a la arquidiócesis de Urbino-Urbania-Sant'Angelo en Vado.

## Estadísticas
Según el Anuario Pontificio 2022 la arquidiócesis tenía a fines de 2021 un total de 122 392 fieles bautizados.
| Año                                                                             | Población            | Población | Población      | Sacerdotes | Sacerdotes    | Sacerdotes    | Bautizados por sacerdote | Diáconos permanentes | Religiosos | Religiosos | Parroquias |
| Año                                                                             | Bautizados católicos | Total     | % de católicos | Total      | Clero secular | Clero regular | Bautizados por sacerdote | Diáconos permanentes | Varones    | Mujeres    | Parroquias |
| ------------------------------------------------------------------------------- | -------------------- | --------- | -------------- | ---------- | ------------- | ------------- | ------------------------ | -------------------- | ---------- | ---------- | ---------- |
| 1950                                                                            | 76 900               | 77 500    | 99.2           | 111        | 81            | 30            | 692                      |                      | 10         | 21         | 44         |
| 1970                                                                            | 101 100              | 101 007   | 100.1          | 122        | 79            | 43            | 828                      |                      | 52         | 190        | 56         |
| 1980                                                                            | 112 600              | 115 400   | 97.6           | 115        | 70            | 45            | 979                      | 3                    | 52         | 173        | 61         |
| 1990                                                                            | 112 000              | 113 400   | 98.8           | 119        | 72            | 47            | 941                      | 2                    | 60         | 90         | 54         |
| 1999                                                                            | 113 210              | 114 423   | 98.9           | 105        | 67            | 38            | 1078                     | 10                   | 40         | 98         | 54         |
| 2000                                                                            | 113 180              | 114 685   | 98.7           | 103        | 66            | 37            | 1098                     | 8                    | 39         | 95         | 54         |
| 2001                                                                            | 116 215              | 117 506   | 98.9           | 104        | 69            | 35            | 1117                     | 8                    | 38         | 110        | 54         |
| 2002                                                                            | 115 478              | 117 205   | 98.5           | 105        | 69            | 36            | 1099                     | 8                    | 39         | 104        | 54         |
| 2003                                                                            | 117 200              | 119 890   | 97.8           | 107        | 69            | 38            | 1095                     | 8                    | 42         | 103        | 54         |
| 2004                                                                            | 117 017              | 120 697   | 97.0           | 110        | 67            | 43            | 1063                     | 7                    | 47         | 93         | 54         |
| 2013                                                                            | 125 550              | 132 600   | 94.7           | 102        | 61            | 41            | 1230                     | 12                   | 44         | 72         | 54         |
| 2016                                                                            | 124 742              | 131 942   | 94.5           | 90         | 53            | 37            | 1386                     | 12                   | 42         | 85         | 54         |
| 2019                                                                            | 125 740              | 133 398   | 94.3           | 86         | 55            | 31            | 1462                     | 13                   | 32         | 58         | 54         |
| 2021                                                                            | 122 392              | 130 952   | 93.5           | 79         | 47            | 32            | 1549                     | 12                   | 32         | 55         | 54         |
| Fuente: Catholic-Hierarchy, que a su vez toma los datos del Anuario Pontificio. |                      |           |                |            |               |               |                          |                      |            |            |            |

## Episcopologio
- San Terencio †
- San Fiorenzo † (?)
- San Decencio † (?)
- San Eracliano † (circa mitad del siglo IV)
- Germano † (antes de 496?-después de 501)[6]
- Felice † (antes de 578/590-después de 596)[7]
- Massimo † (mencionado en 649)
- Beato † (mencionado en 680)
- Andrea † (mencionado en 743)
- Stabile (Stabilino) † (mencionado en 769)
- Domenico † (mencionado en 826)
- Ragubele (o Raguele) † (antes de 853-después de 861)
- Giuseppe † (mencionado en 869)[nota 1]
- Adone † (mencionado en 877)
- Lorenzo † (mencionado en 887)
- Rainerio † (fines del siglo IX)[nota 2]
- Adalberto † (mencionado en 998/999)[12]
- Anónimo †[nota 3]
- Pietro I † (antes de junio de 1051-después de noviembre de 1061)
- Michele † (?-1063 depuesto)[nota 4]
- Domenico † (antes de mayo de 1065-después de mayo de 1070)[13]
- Servus Dei † (mencionado en 1096)[13]
- Bambone † (mencionado en 1123)[13]
- Pietro II † (circa 1170-1175 depuesto)
- Stefano † (mencionado en 1177)
- Pietro II † (mencionado en 1184) (por segunda vez)
- Guido † (mencionado en 1188)
- Enrico † (1190-1210 falleció)
- Pietro III † (1210-?)
- Bartolomeo da Ancona † (1218-1256 falleció)
- Uguccione † (antes del 3 de julio de 1257-12 diciembre de 1267 nombrado obispo de Iesi)
- Niccolò de' Fieschi † (16 de febrero de 1268-?)
- Tommaso † (11 de octubre de 1272 consagrado-?)
- Francesco da Iesi, O.F.M. † (23 diciembre de 1276-1283 falleció)
- Accorsio † (13 diciembre de 1283-después del 4 de junio de 1291 falleció)
- Salvo, O.P. † (27 de enero de 1292-1292 falleció)
  - Sede vacante (1292-1296)
- Pietro IV, O.F.M. † (1 de enero de 1296-circa 1315 falleció)
- Giunta † (1316-1316 falleció)
- Pietro V, O.F.M. † (13 de febrero de 1317-1343 falleció)
- Francesco Vinoli, O.F.M. † (24 de mayo de 1343-1346? falleció)
- Omodio † (26 de junio de 1346-1353? falleció)
- Biagio Geminelli † (29 de enero de 1354-21 de agosto de 1357 nombrado obispo de Chiusi)
- Enrico da Sessa † (21 de agosto de 1357-12 de octubre de 1358 nombrado obispo de Ascoli Piceno)
- Nicolò de' Merciari † (12 de julio de 1359-1 de julio de 1370 nombrado obispo de Fermo)
- Leale Malatesta † (1 de julio de 1370-10 de enero de 1374 nombrado obispo de Rímini)
- Niccolò † (1374-23 de marzo de 1374 nombrado obispo de Chioggia)
- Angelo Feducci, O.F.M. † (23 de marzo de 1374-1381 depuesto)
  - Sede vacante (1381-1389)
- Francesco III † (1389-1398)
- Angelo Rocci † (23 diciembre de 1398-1406)
- Antonio Casini † (1 de octubre de 1407-20 de julio de 1409 nombrado obispo de Siena)
- Bartolomeo Casini, O.S.B.Vall. † (20 de julio de 1409-1419 falleció)
- Giovanni Benedetti † (5 de julio de 1419-1451 falleció)
- Giovanni Paterna, O.F.M. † (1451-1470? falleció)
- Barnaba Mersoni † (29 de marzo de 1470-29 de mayo de 1475 nombrado obispo de Terni)
- Tommaso Vincenzi † (29 de mayo de 1475-8 de septiembre de 1478[nota 5] falleció)
- Lorenzo Maddaleni Capodiferro † (10 diciembre de 1479-1487 falleció)
  - Astorre Malvezzi † (1487-1487 falleció) (obispo electo)[nota 6]
  - Ascanio Maria Sforza † (1488-mayo de 1491 renunció) (administrador apostólico)
- Luigi Capra † (16 de mayo de 1491-13 de agosto de 1498[nota 7] falleció)
- Francesco Oricellai † (16 de agosto de 1499-1503 falleció)
  - Giovanni de' Medici † (octubre de 1503-1504 renunció) (administrador apostólico)
- Francesco Riccardi † (27 de mayo de 1504-24 de septiembre de 1508)
- Albertino della Rovere † (6 de septiembre de 1508-1513 falleció)
- Paride Grassi † (4 de abril de 1513-10 de junio de 1528 falleció)
- Baldassarre Caetano Grassi † (10 de junio de 1528 por sucesión-julio de 1528 renunció)
- Giacomo Simonetta † (17 de julio de 1528-10 diciembre de 1537 renunció)
- Ludovico Simonetta † (19 diciembre de 1537-1561 renunció)
- Giulio Simonetta † (9 de mayo de 1561-27 de mayo de 1576 falleció)
- Roberto Sassatelli † (4 de junio de 1576-1586 falleció)
- Cesare Benedetti † (28 de mayo de 1586-1609 falleció)
- Bartolomeo Giorgi (De Gregori), O.F.M. † (15 de junio de 1609-1612 falleció)
- Malatesta Baglioni † (16 de julio de 1612-16 de septiembre de 1641 nombrado obispo de Asís)
- Giovanni Francesco Passionei † (27 de noviembre de 1641-agosto de 1657 falleció)
- Gianlucido Palombara † (1 de abril de 1658-25 de noviembre de 1666 falleció)
- Alessandro Diotallevi, C.R.S.A. † (3 de octubre de 1667-28 de septiembre de 1676 falleció)
- Girolamo Valvassori, O.E.S.A. † (11 de enero de 1677-septiembre de 1684 falleció)
  - Sede vacante (1684-1688)
- Alessandro Avio † (17 de mayo de 1688-2 de octubre de 1702 nombrado obispo de San Severino Marche)
- Filippo Carlo Spada † (20 de noviembre de 1702-19 diciembre de 1738 renunció[nota 8])
- Umberto Luigi Radicati † (26 de enero de 1739-13 de noviembre de 1773 falleció)
- Marcantonio Conti † (28 de febrero de 1774-2 de marzo de 1775 renunció[nota 9])
- Gennaro Antonio de Simone † (13 de marzo de 1775-18 de agosto de 1779 renunció)
- Rocco Maria Barsanti, C.R.M. † (20 de septiembre de 1779-16 de octubre de 1784 falleció)
- Giuseppe Maria Luvini, O.F.M.Cap. † (14 de febrero de 1785-3 de septiembre de 1790 falleció)
  - Sede vacante (1790-1806)
  - Giuseppe Vincenzo Beni[nota 10] † (24 de enero de 1794-12 de enero de 1806 falleció) (administrador apostólico)
- Andrea Mastai-Ferretti † (26 de agosto de 1806-26 de junio de 1822 falleció)
- Ottavio Zollio † (27 de septiembre de 1822-24 de mayo de 1824 nombrado obispo de Rímini)
- Felice Bezzi † (24 de mayo de 1824-16 de marzo de 1828 falleció)
- Filippo Monacelli † (15 diciembre de 1828-30 de enero de 1839 falleció)
- Francesco Canali † (8 de julio de 1839-5 de septiembre de 1846 falleció)
- Giovanni Carlo Gentili † (12 de abril de 1847-10 de octubre de 1854 renunció)
  - Sede vacante (1854-1856)
- Clemente Fares † (15 diciembre de 1856-1 de marzo de 1896 falleció)
- Carlo Bonaiuti † (22 de junio de 1896-26 de julio de 1904 falleció)
- Paolo Marco Tei, O.F.M.Cap. † (14 de noviembre de 1904-28 de abril de 1916 falleció)
- Bonaventura Porta † (22 de marzo de 1917-28 diciembre de 1952 renunció[nota 11])
- Luigi Carlo Borromeo † (28 diciembre de 1952-4 de julio de 1975 falleció)
- Gaetano Michetti † (4 de julio de 1975 por sucesión-3 de enero de 1998 retirado)
- Angelo Bagnasco (3 de enero de 1998-20 de junio de 2003 nombrado ordinario militar de Italia)
- Piero Coccia (28 de febrero de 2004-12 de marzo de 2022 retirado)
- Sandro Salvucci, desde el 12 de marzo de 2022